# Lepidocrocit
Lepidocrocit eller lepidokrokit, även kallad esmeraldit eller hydrohematit, är en järn(III)oxid med formeln γ-FeO(OH), som är mindre vanlig än dess nära släkting goethit, α-FeO(OH), med samma kemiska formel men med en annan kristallstruktur. Lepidocrocite har en ortorombisk kristallstruktur, en Mohs hårdhet på 5, en specifik vikt på 4, en submetallisk lyster och gulbrun streckfärg. Den är röd till rödbrun och bildas när järnhaltiga ämnen rostar under vattnet.
Lepidocrocit beskrevs första gången 1813 med fynd från Zlaté Hory polymetalliska malmfyndighet i Mähren, Tjeckien. Namnet kommer från grekiskans lipis för fjäll och krokis för fiber.

## Struktur
Strukturen hos lepidocrocit liknar den böhmitstruktur som finns i bauxit och består av skiktade järn(III)oxidoktaedrar bundna genom vätebindning via hydroxidskikt. Denna relativt svagt bundna skiktning står för mineralets fjällande form.

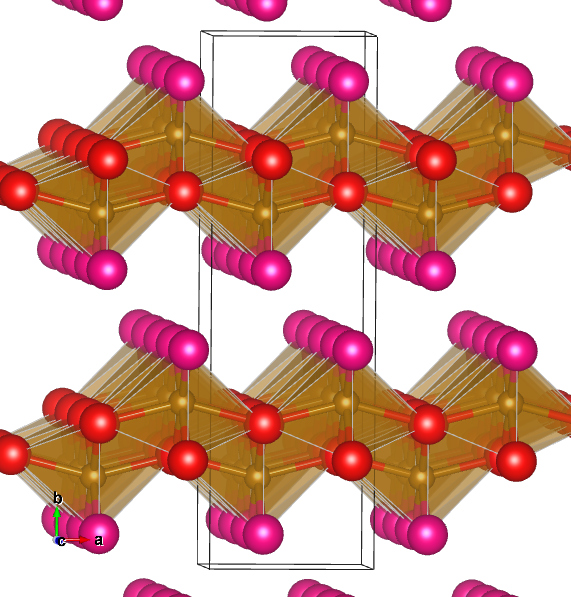
Skiktad kristallstruktur av lepidocrocit. Järnatomer visas som bruna sfärer, gittersyre som röda sfärer och hydroxylsyre som magenta sfärer. Väteatomer visas inte.

## Förekomst
Lepidokrocit finns vanligtvis i vittring av primära järnmineraler och i järnmalmsfyndigheter. Det kan ses som rostskal inuti gamla stålvattenrör och vattentankar. Den kan framför allt bildas i blöta miljöer med omväxlande oxidation – reduktion. Snabb oxidation av Fe2+ tycks gynna bildandet av lepidocrocit. Lepidocrocit är också tillsammans med bland annat goethit och magnetit/maghemit en vanlig beståndsdel i rost. Precis som goethit utgörs lepidocrocit av små partiklar med en stor specifik yta.